# Partit Socialcristià (Àustria)
Partit Socialcristià (alemany Christlichsoziale Partei) fou un partit polític austríac d'orientació dretana actiu entre 1893 i 1933, antecedent del Partit Popular d'Àustria.
Fou fundat el 1893 per Karl Lueger a partir del Moviment Social Cristià i del Club Socialcristià de Treballadors. La seva orientació era burgesa i catòlic-clerical; hi havia molts sacerdots en el partit, inclòs el canceller Ignaz Seipel. Això va atreure molts vots de la conservadora població rural. El seu suport a la Monarquia austrohongaresa també li va donar gran popularitat entre els nobles.
De 1907 a 1911, va ser el partit més fort a la Cambra Baixa del Reichsrat, però després va perdre aquesta posició davant el Partit Socialdemòcrata d'Àustria. Durant la Primera Guerra Mundial va donar suport al govern, però després de la fi de la monarquia el 1918 va votar a favor de la creació d'una república i l'adhesió d'Àustria a Alemanya.
Des de 1918 a 1920 va formar una coalició amb el SDAPÖ. Després de les eleccions de 1920, com el partit més fort, va formar una coalició amb el major alemany del Partit Popular de la Gran Alemanya i el Landbund. Tots els cancellers d'Àustria des de 1920 eren membres del Partit Social Cristià, i el president d'Àustria de 1928 a 1938. A partir del 1929 en endavant, el partit va tractar de formar una aliança amb el moviment Heimwehr. A causa de la inestabilitat d'aquesta coalició el lideratge del partit va decidir reformar d'una coalició amb el Landbund i el Partit de la Gran Alemanya a les eleccions de 1930.
En el procés d'establiment de la dictadura austro-feixista, el canceller socialcristià Engelbert Dollfuß transformà el Partit Social Cristià en Front Patriòtic (Heimatfront el 1933. Després de l'Anschluss d'Àustria al Tercer Reich, el partit va ser prohibit el març de 1938 i va deixar d'existir. Després de la Segona Guerra Mundial, el partit no va ser refundat, i la majoria dels seus partidaris i membres decidiren, com que el nom del partit era massa lligat a l'austrofeixisme, fundar el Partit Popular d'Àustria.

## Resultats electorals

### Eleccions legislatives
| Any     | Líder                          | Vots    | %     | Escons      | +/- |
| ------- | ------------------------------ | ------- | ----- | ----------- | --- |
| 1891    | Karl Lueger                    | 38,358  | 12.60 | sense dades | Nou |
| 1897    | Karl Lueger                    | 372,395 | 35.15 | 39 / 425    | -   |
| 1900-01 | Karl Lueger                    | 295,354 | 27.45 | 25 / 425    | 14  |
| 1907    | Karl Lueger                    | 542,505 | 11.75 | 65 / 516    | 40  |
| 1911    | Príncep Lluís de Liechtenstein | 608,346 | 13.41 | 75 / 516    | 10  |

| Any  | Líder        | Vots                              | %                                 | Escons   | +/- | Notes                        |
| ---- | ------------ | --------------------------------- | --------------------------------- | -------- | --- | ---------------------------- |
| 1919 | Jodok Fink   | 687,465                           | 23.13                             | 47 / 170 | Nou | D'una coalició amb 69 escons |
| 1920 | Michael Mayr | 1,245,531                         | 41.79                             | 85 / 183 | 16  |                              |
| 1923 | Ignaz Seipel | 1,459,047                         | 44.05                             | 82 / 165 | 3   |                              |
| 1927 | Ignaz Seipel | Dins la Llista d'Unitat (PC-GDVP) | Dins la Llista d'Unitat (PC-GDVP) | 85 / 165 | 3   |                              |
| 1930 | Karl Vaugoin | 1,314,956                         | 35.65                             | 66 / 165 | 19  |                              |

## Membres del partit
- Walter Breisky
- Karl Buresch
- Engelbert Dollfuß
- Otto Ender
- Viktor Kienböck
- Karl Lueger
- Michael Mayr
- Hans Pernter
- Rudolf Ramek
- Richard Reisch
- Richard Schmitz
- Kurt Schuschnigg
- Ignaz Seipel
- Fanny von Starhemberg
- Ernst Streeruwitz
- Josef Strobach
- Carl Vaugoin
- Richard Weiskirchner